# نادیده (فیلم ۱۹۴۵)
نادیده (انگلیسی: The Unseen) فیلمی در ژانر معمایی و نوآر به کارگردانی لوئیس آلن است که در سال ۱۹۴۵ منتشر شد. از بازیگران آن می‌توان به جوئل مک‌کری، گیل راسل و هربرت مارشال اشاره کرد.